# Сакапа (департамент)
Сакапа (ісп. Zacapa) — один з 22 департаментів Гватемали. Адміністративний центр — місто Сакапа.

## Муніципалітети
Департамент поділяється на 10 муніципалітетів:
- Кабаньяс
- Естансуела
- Гуалан
- Уїте
- Ла-Уніон
- Ріо-Хондо
- Сан-Дієго
- Текулутан
- Усуматлан
- Сакапа